# Lemonia philopalus
Lemonia philopalus là một loài bướm đêm thuộc họ Lemoniidae. Loài này có ở Tây Ban Nha up to Ai Cập và Bắc Phi.
Sải cánh dài 25–27 mm. The moth gặp ở tháng 10 đến tháng 2 tùy theo địa điểm.
Ấu trùng ăn Hieracium và Sonchus.